# ددهورس (آلاسکا)
ددهورس (به انگلیسی: Deadhorse) یک منطقهٔ مسکونی در ایالات متحده آمریکا است که در North Slope Borough واقع شده‌است. ددهورس ۱۴٫۹۴ متر بالاتر از سطح دریا واقع شده‌است.